# 트루투웨이
트루투웨이(Tru2way)는 프로그램 안내, 대화형 광고, 게임, 채팅, 웹 브라우징, T-커머스처럼 케이블 비디오 네트워크를 통해 방송되는 대화형 디지털 케이블 서비스를 위한 브랜드 이름이다. 이 브랜드는 "<tru2way>"로도 표기되며 트루투웨이 케이블 아키텍처를 지원하는 케이블 서비스, 애플리케이션, 장치들을 광고하기 위해 사용된다. 트루투웨이는 오픈케이블이라는 기술의 소비자 지향 용어이다. 주요 케이블 운영자들은 2008년 말까지 미국 내 가정 90,000,000곳 이상에 트루투웨이 플랫폼 서비스를 지원하기로 하였다.
2010년, FCC는 트루투웨이와 케이블카드(CableCARD)의 뒤를 잇는 시스템(AllVid)의 조사 통지(notice of inquiry)를 발행하였으며 "트루투웨이 솔루션이 의회가 지시한 대로 상용 리테일 시장의 개발을 보장해줄 것으로 믿기지 않는다"고 언급하였다.

## 같이 보기
- AllVid
- OEDN